# Lettország a 2020. évi nyári olimpiai játékokon
Lettország a japán Tokióban megrendezett 2020. évi nyári olimpiai játékok egyik részt vevő nemzete. Az országot 14 sportágban 33 sportoló képviselte, akik 2 érmet szereztek.

## Érmesek
| Érem  | Versenyző                                                 | Sportág    | Versenyszám  |
| ----- | --------------------------------------------------------- | ---------- | ------------ |
| Arany | Agnis Čavars Edgars Krūmiņš Kārlis Lasmanis Nauris Miezis | Kosárlabda | Férfi 3x3    |
| Bronz | Artūrs Plēsnieks                                          | Súlyemelés | Férfi 109 kg |

## Atlétika

### Férfi
| Versenyző          | Versenyszám     | Döntő   | Döntő    |
| Versenyző          | Versenyszám     | Idő     | Helyezés |
| ------------------ | --------------- | ------- | -------- |
| Arnis Rumbenieks   | 50 km gyaloglás | 4:13:33 | 37.      |
| Ruslans Smolonskis | 50 km gyaloglás | kizárás | kizárás  |

| Versenyző   | Versenyszám   | Selejtező | Selejtező | Döntő    | Döntő    |
| Versenyző   | Versenyszám   | Eredmény  | Helyezés  | Eredmény | Helyezés |
| ----------- | ------------- | --------- | --------- | -------- | -------- |
| Gatis Čakšs | Gerelyhajítás | 78,73 m   | 18.       | kiesett  | kiesett  |

### Női
| Versenyző    | Versenyszám | Előfutam      | Előfutam      | Elődöntő | Elődöntő | Döntő   | Döntő    |
| Versenyző    | Versenyszám | Idő           | Hely.         | Idő      | Hely.    | Idő     | Helyezés |
| ------------ | ----------- | ------------- | ------------- | -------- | -------- | ------- | -------- |
| Līga Velvere | 800 m       | nem ért célba | nem ért célba | kiesett  | kiesett  | kiesett | kiesett  |

| Versenyző        | Versenyszám   | Selejtező | Selejtező | Döntő    | Döntő    |
| Versenyző        | Versenyszám   | Eredmény  | Helyezés  | Eredmény | Helyezés |
| ---------------- | ------------- | --------- | --------- | -------- | -------- |
| Laura Igaune     | Kalapácsvetés | 68,53 m   | 20.       | kiesett  | kiesett  |
| Anete Kociņa     | Gerelyhajítás | 58,84 m   | 22.       | kiesett  | kiesett  |
| Līna Mūze        | Gerelyhajítás | 57,33 m   | 26.       | kiesett  | kiesett  |
| Madara Palameika | Gerelyhajítás | 60,94 m   | 12.       | 58,70 m  | 11.      |

## Birkózás
| Versenyző             | Versenyszám | Nyolcaddöntő           | Negyeddöntő | Elődöntő | Vigaszág elődöntő  | Bronz- mérkőzés        | Döntő   | Helyezés |
| --------------------- | ----------- | ---------------------- | ----------- | -------- | ------------------ | ---------------------- | ------- | -------- |
| Anastasija Grigorjeva | Női 62 kg   | Tynybekova (KGZ) · 0–8 |             |          | Incze (ROU) · 14–7 | Koliadenko (UKR) · 1–3 | kiesett | 5.       |

## Cselgáncs
| Versenyző           | Versenyszám        | 32-es főtábla                  | Nyolcaddöntő | Negyeddöntő | Elődöntő | Vigaszág elődöntő | Bronz- mérkőzés | Döntő   | Helyezés |
| ------------------- | ------------------ | ------------------------------ | ------------ | ----------- | -------- | ----------------- | --------------- | ------- | -------- |
| Jevgeņijs Borodavko | Férfi félnehézsúly | Cirjenics (HUN) · visszalépett | kiesett      | kiesett     | kiesett  | kiesett           | kiesett         | kiesett | kiesett  |

## Kajak-kenu
| Versenyző      | Versenyszám     | Előfutam | Előfutam | Negyeddöntő | Negyeddöntő | Elődöntő | Elődöntő | Döntő | Döntő  | Döntő    | Helyezés |
| Versenyző      | Versenyszám     | Idő      | Hely.    | Idő         | Hely.       | Idő      | Hely.    | Típus | Idő    | Helyezés | Helyezés |
| -------------- | --------------- | -------- | -------- | ----------- | ----------- | -------- | -------- | ----- | ------ | -------- | -------- |
| Roberts Akmens | Férfi K-1 200 m | 35,488   | 2.       |             |             | 35,688   | 4.       | A     | 36,014 | 8.       | 8.       |

## Karate
| Versenyző      | Versenyszám | Csoportkör                                                                                   | Hely | Elődöntő | Döntő   |
| -------------- | ----------- | -------------------------------------------------------------------------------------------- | ---- | -------- | ------- |
| Kalvis Kalniņš | Férfi 67 kg | Al-Masatfa (JOR) · 3–8 · Madera (VEN) · 4–2 · Da Costa (FRA) · 2–11 · Derafsipur (ROC) · 3–5 | 4.   | kiesett  | kiesett |

## Kerékpározás

### Országúti kerékpározás
| Versenyző       | Versenyszám           | Idő        | Helyezés |
| --------------- | --------------------- | ---------- | -------- |
| Krists Neilands | Férfi mezőnyverseny   | 6:15:38    | 33.      |
| Toms Skujiņš    | Férfi mezőnyverseny   | 6:11:46    | 22.      |
| Toms Skujiņš    | Férfi egyéni időfutam | 1:02:04,93 | 30.      |

### BMX
| Versenyző        | Versenyszám | Negyeddöntő | Negyeddöntő | Elődöntő | Elődöntő | Döntő   | Döntő   |
| Versenyző        | Versenyszám | Pont        | Hely        | Pont     | Hely     | Pont    | Hely    |
| ---------------- | ----------- | ----------- | ----------- | -------- | -------- | ------- | ------- |
| Helvijs Babris   | Férfi BMX   | 15          | 5.          | kiesett  | kiesett  | kiesett | kiesett |
| Vineta Pētersone | Női BMX     | 16          | 6.          | kiesett  | kiesett  | kiesett | kiesett |

## Kosárlabda

### 3x3 kosárlabda
Keret
| Lett férfi 3x3 kosárlabdacsapat-játékoskeret | Lett férfi 3x3 kosárlabdacsapat-játékoskeret |
| -------------------------------------------- | -------------------------------------------- |
| - Agnis Čavars - Edgars Krūmiņš              | - Kārlis Lasmanis - Nauris Miezis            |

Eredmények
| Hely. | Csapat                                       | M | Gy | V | P+  | P–  | Pk  | P  | Továbbjutás |
| ----- | -------------------------------------------- | - | -- | - | --- | --- | --- | -- | ----------- |
| 1.    | Szerbia (SRB)                                | 7 | 7  | 0 | 138 | 91  | +47 | 14 | Elődöntő    |
| 2.    | Belgium (BEL)                                | 7 | 4  | 3 | 126 | 127 | −1  | 11 | Elődöntő    |
| 3.    | Lettország (LAT)                             | 7 | 4  | 3 | 133 | 129 | +4  | 11 | Negyeddöntő |
| 4.    | Hollandia (NED)                              | 7 | 4  | 3 | 132 | 129 | +3  | 11 | Negyeddöntő |
| 5.    | Az Orosz Olimpiai Bizottság versenyzői (ROC) | 7 | 3  | 4 | 116 | 125 | −9  | 10 | Negyeddöntő |
| 6.    | Japán (JPN) (R)                              | 7 | 2  | 5 | 123 | 134 | −11 | 9  | Negyeddöntő |
| 7.    | Lengyelország (POL)                          | 7 | 2  | 5 | 120 | 130 | −10 | 9  |             |
| 8.    | Kína (CHN)                                   | 7 | 2  | 5 | 119 | 142 | −23 | 9  |             |

| 2021. július 24. 11:35 | Lengyelország (POL) | 14–21 | Lettország (LAT) | Játékvezetők: Markos Michaelides (SUI), Edmond Ho (HKG) |
| 2021. július 24. 11:35 | Jegyzőkönyv         |       |                  | Játékvezetők: Markos Michaelides (SUI), Edmond Ho (HKG) |
| 2021. július 24. 11:35 | Hicks 8             | Pont  | Miezis 7         | Játékvezetők: Markos Michaelides (SUI), Edmond Ho (HKG) |

| 2021. július 24. 18:40 | Lettország (LAT) | 20–21 | Belgium (BEL) | Játékvezetők: Markos Michaelides (SUI), Edmond Ho (HKG) |
| 2021. július 24. 18:40 | Jegyzőkönyv      |       |               | Játékvezetők: Markos Michaelides (SUI), Edmond Ho (HKG) |
| 2021. július 24. 18:40 | Lasmanis 11      | Pont  | Vervoort 11   | Játékvezetők: Markos Michaelides (SUI), Edmond Ho (HKG) |

| 2021. július 25. 15:00 | Kína (CHN)                  | 17–18 | Lettország (LAT) | Játékvezetők: Evgeny Ostrovskiy (RUS), Vlad Ghizdareanu (ROU) |
| 2021. július 25. 15:00 | Jegyzőkönyv                 |       |                  | Játékvezetők: Evgeny Ostrovskiy (RUS), Vlad Ghizdareanu (ROU) |
| 2021. július 25. 15:00 | Hu Csin-csiu (Hu Jinqiu) 12 | Pont  | Lasmanis 11      | Játékvezetők: Evgeny Ostrovskiy (RUS), Vlad Ghizdareanu (ROU) |

| 2021. július 25. 22:25 | Lettország (LAT) | 21–18 | Japán (JPN) | Játékvezetők: Edmond Ho (HKG), Marek Maliszewski (POL) |
| 2021. július 25. 22:25 | Jegyzőkönyv      |       |             | Játékvezetők: Edmond Ho (HKG), Marek Maliszewski (POL) |
| 2021. július 25. 22:25 | Lasmanis 7       | Pont  | Tominaga 9  | Játékvezetők: Edmond Ho (HKG), Marek Maliszewski (POL) |

| 2021. július 26. 15:25 | Lettország (LAT) | 16–22 | Szerbia (SRB)  | Játékvezetők: Edmond Ho (HKG), Marek Maliszewski (POL) |
| 2021. július 26. 15:25 | Jegyzőkönyv      |       |                | Játékvezetők: Edmond Ho (HKG), Marek Maliszewski (POL) |
| 2021. július 26. 15:25 | három játékos 5  | Pont  | Majstorović 11 | Játékvezetők: Edmond Ho (HKG), Marek Maliszewski (POL) |

| 2021. július 26. 22:00 | Az Orosz Olimpiai Bizottság versenyzői (ROC) | 19–15 | Lettország (LAT) | Játékvezetők: Vlad Ghizdareanu (ROU), Jasmina Juras (SRB) |
| 2021. július 26. 22:00 | Jegyzőkönyv                                  |       |                  | Játékvezetők: Vlad Ghizdareanu (ROU), Jasmina Juras (SRB) |
| 2021. július 26. 22:00 | Zujev 7                                      | Pont  | Lasmanis 6       | Játékvezetők: Vlad Ghizdareanu (ROU), Jasmina Juras (SRB) |

| 2021. július 27. 18:25 | Lettország (LAT) | 22–18 | Hollandia (NED) | Játékvezetők: Edmond Ho (HKG), Jasmina Juras (SRB) |
| 2021. július 27. 18:25 | Jegyzőkönyv      |       |                 | Játékvezetők: Edmond Ho (HKG), Jasmina Juras (SRB) |
| 2021. július 27. 18:25 | Miezis 9         | Pont  | Van der Horst 8 | Játékvezetők: Edmond Ho (HKG), Jasmina Juras (SRB) |

Negyeddöntő
| 2021. július 27. 22:30 | Lettország (LAT) | 21–18 | Japán (JPN) | Játékvezetők: Jasmina Juras (SRB), Marek Maliszewski (POL) |
| 2021. július 27. 22:30 | Jegyzőkönyv      |       |             | Játékvezetők: Jasmina Juras (SRB), Marek Maliszewski (POL) |
| 2021. július 27. 22:30 | Krūmiņš 9        | Pont  | Tominaga 8  | Játékvezetők: Jasmina Juras (SRB), Marek Maliszewski (POL) |

Elődöntő
| 2021. július 28. 18:40 | Belgium (BEL) | 8–21 | Lettország (LAT) | Játékvezetők: Edmond Ho (HKG), Markos Michaelides (SUI) |
| 2021. július 28. 18:40 | Jegyzőkönyv   |      |                  | Játékvezetők: Edmond Ho (HKG), Markos Michaelides (SUI) |
| 2021. július 28. 18:40 | Vervoort 5    | Pont | Lasmanis 9       | Játékvezetők: Edmond Ho (HKG), Markos Michaelides (SUI) |

Döntő
| 2021. július 28. 22:25 | Az Orosz Olimpiai Bizottság versenyzői (ROC) | 18–21 | Lettország (LAT) | Játékvezetők: Jasmina Juras (SRB), Markos Michaelides (SUI) |
| 2021. július 28. 22:25 | Jegyzőkönyv                                  |       |                  | Játékvezetők: Jasmina Juras (SRB), Markos Michaelides (SUI) |
| 2021. július 28. 22:25 | Karpenkov 7                                  | Pont  | Lasmanis 10      | Játékvezetők: Jasmina Juras (SRB), Markos Michaelides (SUI) |

## Lovaglás
| Versenyző           | Ló     | Versenyszám       | Selejtező | Selejtező | Döntő    | Döntő |
| Versenyző           | Ló     | Versenyszám       | Büntetés  | Hely      | Büntetés | Hely  |
| ------------------- | ------ | ----------------- | --------- | --------- | -------- | ----- |
| Kristaps Neretnieks | Valour | Egyéni díjugratás | 0,00      | 1.        | 13,00    | 23.   |

## Öttusa
| Versenyző      | Versenyszám  | Vívás (V) | Vívás (V) | Úszás   | Úszás | Úszás | Bónusz vívás (B) | Bónusz vívás (B) | Bónusz vívás (B) | Lovaglás | Lovaglás | Lovaglás | Futás/Lövészet | Futás/Lövészet | Összesen    | Összesen |
| Versenyző      | Versenyszám  | Eredmény  | Pont      | Idő     | Pont  | Hely. | Eredmény         | Pont             | V+B Hely.        | Idő      | Hibapont | Pont     | Idő            | Pont           | Összes pont | Hely     |
| -------------- | ------------ | --------- | --------- | ------- | ----- | ----- | ---------------- | ---------------- | ---------------- | -------- | -------- | -------- | -------------- | -------------- | ----------- | -------- |
| Pāvels Švecovs | Férfi egyéni | 22–13     | 232       | 1:59,83 | 311   | 10.   | 2–1              | 2.               | 7.               | 81,97    | 15       | 285      | 11:40,67       | 600            | 1430        | 14.      |

## Röplabda

### Strandröplabda
| Versenyző                           | Versenyszám | Csoportkör                                                                                            | Hely | Nyolcaddöntő                     | Negyeddöntő                   | Elődöntő                             | Döntő/BM                         | Helyezés |
| ----------------------------------- | ----------- | --- | ---- | -------------------------------- | ----------------------------- | ------------------------------------ | -------------------------------- | -------- |
| Mārtiņš Pļaviņš Edgars Točs         | Férfi       | Perušič/Schweiner (CZE) · 2–0 · Kraszilinyikov/Sztojanovszkij (ROC) · 2–1 · Gaxiola/Rubio (MEX) · 0–2 | 2.   | Evandro/Schmidt (BRA) · 2–0      | Alison/Álvaro (BRA) · 2–0     | Mol/Sørum (NOR) · 0–2                | Cherif/Ahmed (QAT) · 0–2         | 4.       |
| Tina Graudiņa Anastasija Kravčenoka | Női         | Claes/Sponcil (USA) · 1–2 · Ana Patrícia/Rebecca (BRA) · 2–1 · Makokha/Khadambi (KEN) · 2–0           | 2.   | Makroguzova/Holomina (ROC) · 2–1 | Bansley/Wilkerson (CAN) · 2–1 | Artacho del Solar/Clancy (AUS) · 0–2 | Vergé-Dépré/Heidrich (SUI) · 0–2 | 4.       |

## Sportlövészet
| Versenyző     | Versenyszám       | Selejtező | Selejtező | Döntő   | Döntő    |
| Versenyző     | Versenyszám       | Pont      | Helyezés  | Pont    | Helyezés |
| ------------- | ----------------- | --------- | --------- | ------- | -------- |
| Agate Rašmane | Női légpisztoly   | 573       | 19.       | kiesett | kiesett  |
| Agate Rašmane | Női sportpisztoly | 569       | 37.       | kiesett | kiesett  |

## Súlyemelés
| Versenyző        | Versenyszám  | Szakítás | Lökés  | Összesen | Helyezés |
| ---------------- | ------------ | -------- | ------ | -------- | -------- |
| Ritvars Suharevs | Férfi 81 kg  | 163 kg   | 195 kg | 358 kg   | 6.       |
| Artūrs Plēsnieks | Férfi 109 kg | 180 kg   | 230 kg | 410 kg   | Bronz    |

## Tenisz
| Versenyző                             | Versenyszám | 64-es főtábla                 | 32-es főtábla                     | Nyolcaddöntő | Negyeddöntő | Elődöntő | Bronz- mérkőzés | Döntő   | Helyezés |
| ------------------------------------- | ----------- | ----------------------------- | --------------------------------- | ------------ | ----------- | -------- | --------------- | ------- | -------- |
| Jeļena Ostapenko                      | Női egyes   | Vesznyina (ROC) · 4–6;7–6;4–6 | kiesett                           | kiesett      | kiesett     | kiesett  | kiesett         | kiesett | kiesett  |
| Anastasija Sevastova                  | Női egyes   | Ferro (FRA) · 6–2;4–6;2–6     | kiesett                           | kiesett      | kiesett     | kiesett  | kiesett         | kiesett | kiesett  |
| Jeļena Ostapenko Anastasija Sevastova | Női páros   |                               | Perez/Stosur (AUS) · 6–4;1–6;5–10 | kiesett      | kiesett     | kiesett  | kiesett         | kiesett | kiesett  |

## Úszás
| Versenyző       | Versenyszám      | Előfutam | Előfutam | Előfutam | Elődöntő | Elődöntő | Elődöntő | Döntő   | Döntő    |
| Versenyző       | Versenyszám      | Idő      | Hely.    | Össz.    | Idő      | Hely.    | Össz.    | Idő     | Helyezés |
| --------------- | ---------------- | -------- | -------- | -------- | -------- | -------- | -------- | ------- | -------- |
| Daniils Bobrovs | Férfi 200 m mell | 2:14,25  | 7.       | 31.      | kiesett  | kiesett  | kiesett  | kiesett | kiesett  |
| Ieva Maļuka     | Női 100 m gyors  | 56,39    | 5.       | 37.      | kiesett  | kiesett  | kiesett  | kiesett | kiesett  |
| Ieva Maļuka     | Női 200 m gyors  | 2:03,75  | 1.       | 24.      | kiesett  | kiesett  | kiesett  | kiesett | kiesett  |